# Graf-Wilhelm-Straße 11 (Bregenz)

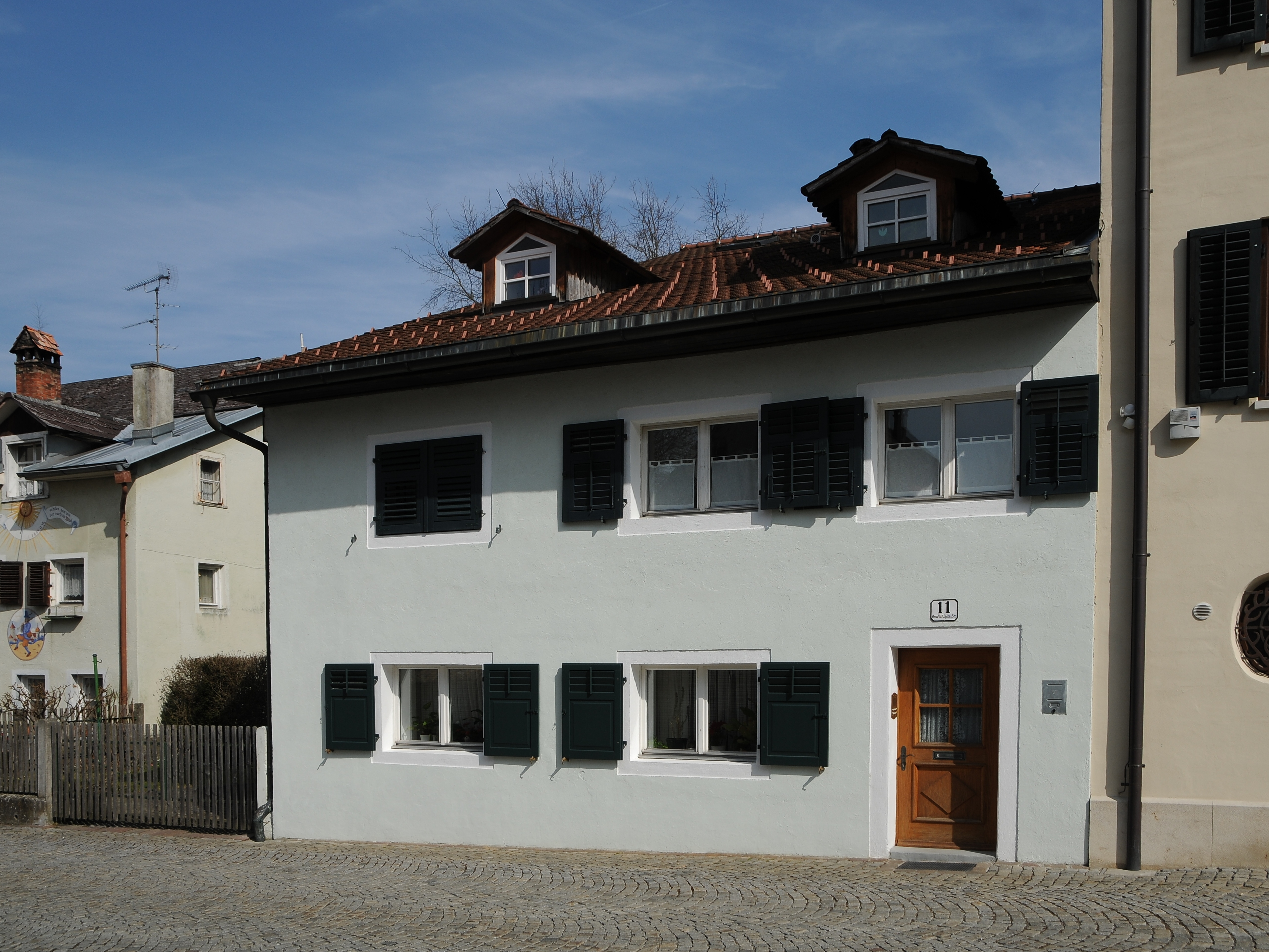
Graf-Wilhelm-Straße 11

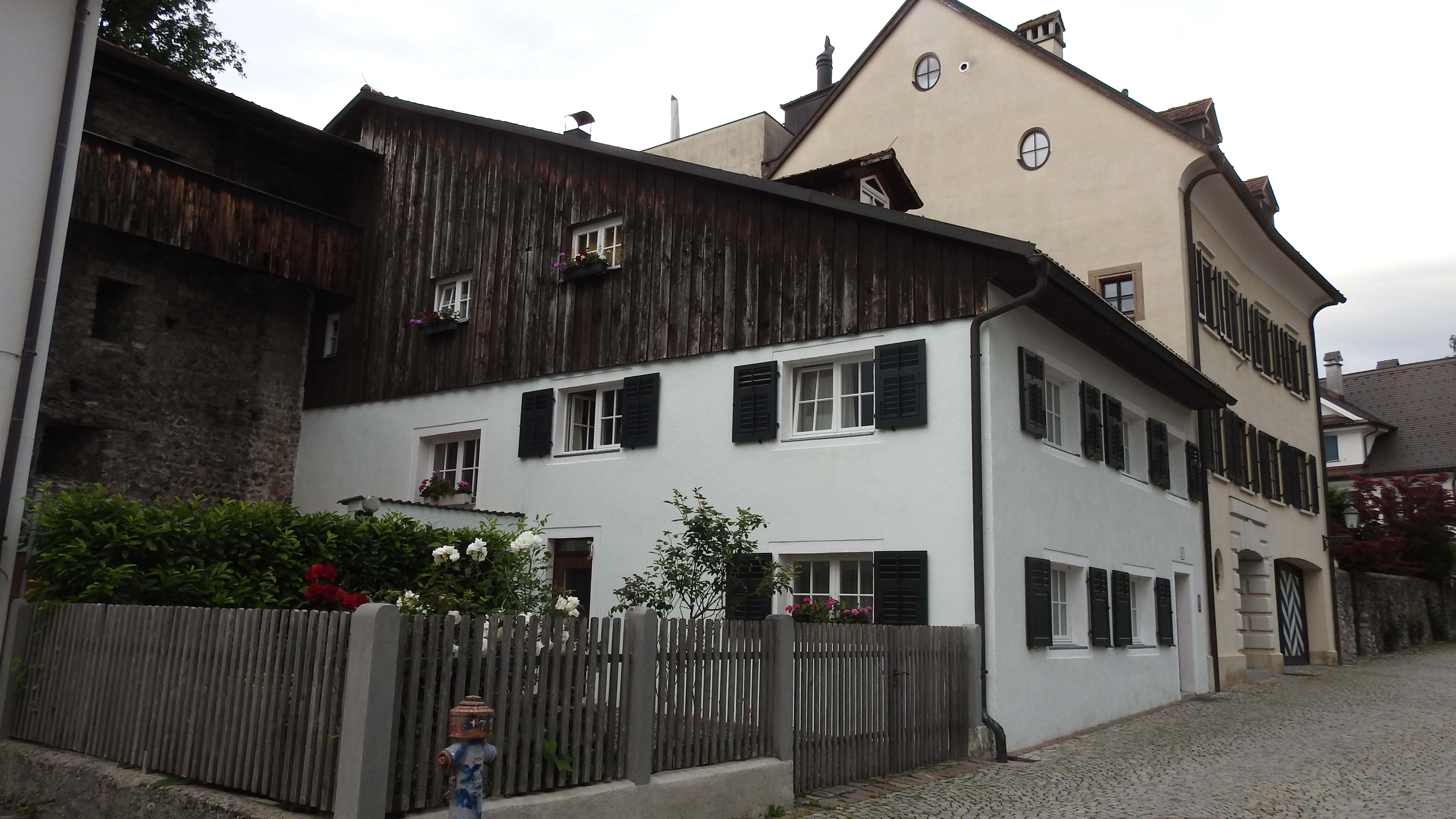
Graf-Wilhelm-Str. 11 von Nordwesten

Das Haus Graf-Wilhelm-Straße 11 ist ein Wohnhaus in der Oberstadt von Bregenz. Das Bauwerk steht unter Denkmalschutz (Listeneintrag).

## Geschichte
Das Gebäude weist mittelalterlichen Baubestand mit Um- und Zubauten aus dem 19. Jahrhundert auf.

## Architektur
Das Wohnhaus ist zweigeschoßig und an der Rückseite an die Stadtmauer angebaut. Das Satteldach ist flach gedeckt.